# Меловая (приток Калитвы)
Меловая — река в Ростовской области России и Луганской области Украины, правый приток Калитвы. Длина реки — 43 км, площадь водосборного бассейна — 277 км².
Устье реки находится в 267 км по правому берегу Калитвы. Высота устья — 92,4 м над уровнем моря.

## География
Истоки расположены у села Диброва в Меловском районе Луганской области Украины на южных склонах Донской гряды. В верховьях пересекает российско-украинскую границу, далее течёт в пределах Чертковского района Ростовской области. Течёт вначале на юг, постепенно отклоняясь к юго-востоку. Ниже посёлка Чертково течёт преимущественно в восточном направлении. Впадает в реку Калитву справа, напротив села Маньково-Калитвенское. Бассейн реки асимметричен, левобережная часть больше правобережной.

## Населённые пункты

### Украина
- с. Диброва
- c. Фоминское

### Россия
- х. Галдин
- с. Тарасово-Меловское
- х. Касьяновка
- х. Фёдоровка
- с. Осиково
- п. Чертково
- х. Полтава
- х. Шевченковский
- х. Дудниковский[3]

## Данные водного реестра
По данным государственного водного реестра России относится к Донскому бассейновому округу, водохозяйственный участок реки — Калитва, речной подбассейн реки — Северский Донец (российская часть бассейна). Речной бассейн реки — Дон (российская часть бассейна).
Код объекта в государственном водном реестре — 05010400612107000014088.